# Arctornis contrarcuatus
Arctornis contrarcuatus är en fjärilsart som beskrevs av Holloway 1999. Arctornis contrarcuatus ingår i släktet Arctornis och familjen tofsspinnare. Inga underarter finns listade i Catalogue of Life.